# Dothiora sphaeroides
Dothiora sphaeroides är en svampart som först beskrevs av Christiaan Hendrik Persoon, och fick sitt nu gällande namn av Elias Fries 1849. Dothiora sphaeroides ingår i släktet Dothiora och familjen Dothioraceae.  Arten är reproducerande i Sverige. Inga underarter finns listade i Catalogue of Life.